# Gemiung
Gemiung is een bestuurslaag in het regentschap Ogan Komering Ulu Selatan van de provincie Zuid-Sumatra, Indonesië. Gemiung telt 1698 inwoners (volkstelling 2010).